# Атимия
Атимия (греч. ἀτιμία, «бесславие, презрение») — одно из тяжелейших наказаний в гражданском праве Древних Афин, влекших за собой лишение прав гражданского состояния и публичное бесчестие и презрение провинившегося. Человек, подвергшийся атимии, не имел права выступать в Народном Собрании, занимать должности, служить в армии, участвовать в Олимпийских играх.
Афинская атимия означала в её различных степенях полное или ограниченное лишение гражданских прав, составлявших τιμή (честь) гражданина, и входила в силу или на основании судебного приговора, или же просто вследствие неисполнения каких-либо гражданских обязанностей. Лишение прав было трёх родов:
1. ἀτιμία κατὰ προστάξεις, низшая степень, лишение лишь некоторых гражданских прав; так, например, если кто-то, затеяв публичный процесс, прекращал его или при разбирательстве не получал 1/5 голосов судей, то он лишался права возбуждать подобные процессы;
2. ἀτιμία του̃ σώματος, лишение всех гражданских прав. Подвергавшийся подобному лишению не смел являться на площади, в публичных местах и в народном собрании, не мог подавать жалобы в суд и вести процессы, одним словом, делался граждански мёртвым; если же он присваивал себе права гражданина (ἐπίτιμος), то подвергался строжайшим наказаниям (ср. ᾽Ένδειξις). Иногда права восстанавливались, но это случалось очень редко, и то только с согласия не менее шести тысяч граждан. О случаях подобного лишения прав говорится при каждом преступлении отдельно;
3. ἀτιμία του̃ σώματος καὶ τω̃ν χρημάτων была схожа с предыдущей, но соединена ещё с конфискацией имущества и применялась при известных преступлениях. Чаще же всего наказывались ею государственные должники, не уплатившие своего долга до девятой притании, когда сумма долга удваивалась. В этом случае права восстанавливались, когда долг был уплачен, но если должник умирал, не исполнив обязательства, то лишение прав переходило на его детей и внуков.

В Спарте полному лишению прав подвергались те, кто убегал с поля сражения (τρέσαντες) и кто с пренебрежением относился к народным обычаям и общественному приличию. Атимия постигала также холостяков, и они лишались права покупать и продавать. Атимия могла переходить и на детей осуждённого. Применялась, в частности, для наказания несостоявшихся телонов и вообще лиц, задолжавших государству.